# Élections générales manitobaines de 2007
L'élection générale manitobaine de 2007 fut déclenchée le 20 avril 2007 par le Premier ministre Gary Doer afin d'élire les députés de la 39e législature à l'Assemblée législative du Manitoba (Canada) ; il s'agit de la 39e élection générale dans cette province depuis sa création en 1870. Le scrutin se déroule le 22 mai.
Le gouvernement néo-démocrate du Premier ministre Gary Doer est réélu avec une troisième majorité parlementaire consécutive, une première pour un premier ministre néo-démocrate ; il s'agit de la plus forte majorité depuis 1932. Les deux partis d'opposition, le Parti progressiste-conservateur et le Parti libéral, qui étaient tous deux représentés à l'Assemblée législative lors de sa dissolution, ont conservé la plupart de leurs sièges. Seules deux circonscriptions conservatrices ont changé d'allégeance au profit du NPD. Le Parti vert et le Parti communiste présentaient également des candidats, mais n'ont pas fait élire de député.

## Résultats

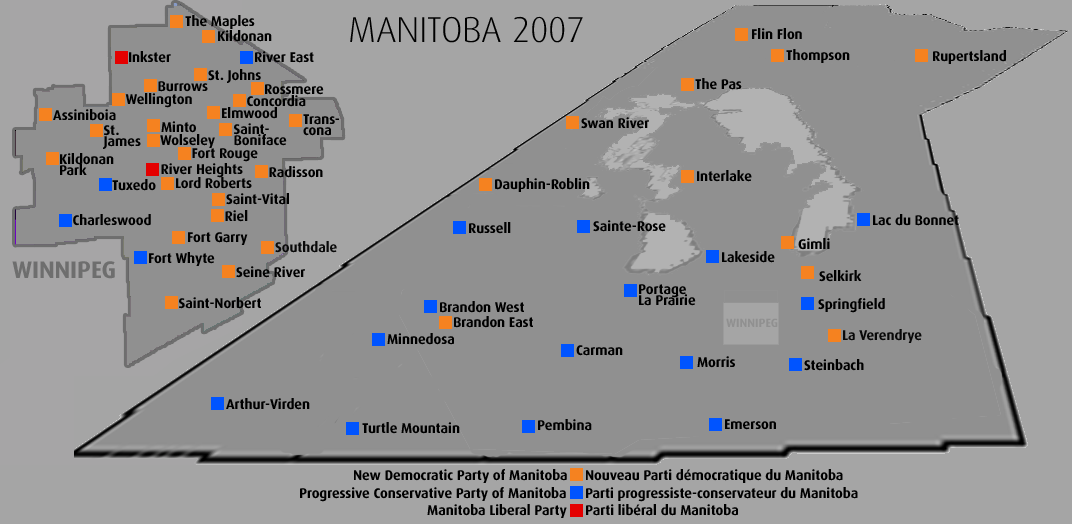
Plan de résultats par comté

| Parti | Parti                     | Chef           | # de candidats | Sièges | Sièges      | Sièges | Sièges  | Voix    | Voix    | Voix    |
| Parti | Parti                     | Chef           | # de candidats | 2003   | Dissolution | Élus   | % Diff. | #       | %       | % Diff. |
| ----- | ------------------------- | -------------- | -------------- | ------ | ----------- | ------ | ------- | ------- | ------- | ------- |
|       | NPD                       | Gary Doer      | 57             | 35     | 35          | 36     | +1      | 200 834 | 48,00 % | –1,47 % |
|       | Progressiste-conservateur | Hugh McFadyen  | 56             | 20     | 18          | 19     | – 1     | 158 511 | 37,89 % | +1,70 % |
|       | Libéral                   | Jon Gerrard    | 57             | 2      | 2           | 2      | -       | 51 857  | 12,39 % | -0,80 % |
|       | Vert                      | Andrew Basham  | 15             | -      | -           | -      | -       | 5 586   | 1,34 %  | +0,38 % |
|       | Communiste                | Darrell Rankin | 6              | -      | -           | -      | -       | 367     | 0,09 %  | +0,01 % |
|       | Indépendant               | Indépendant    | 5              | -      | 1           | -      | -       | 1 235   | 0,30 %  | +0,26 % |
|       | Vacant                    | Vacant         | Vacant         | Vacant | 1           | n/a    | n/a     | n/a     | n/a     | n/a     |
| Total | Total                     | Total          | 196            | 57     | 57          | 57     | -       | 420 540 | 100 %   |         |

## Sources
- Élections Manitoba
- Élections Manitoba 2007 (Dossier Radio-Canada)
- Élections provinciales : Néo-démocrate et majoritaire (Radio-Canada.ca, 22 mai 2007)